# Безуглый, Никита Сергеевич
Ники́та Серге́евич Безу́глый (укр. Микита Сергійович Безуглий; род. 1 августа 1995, Волноваха, Донецкая область) — украинский футболист, защитник клуба «Буковина».

## Клубная карьера
Начал заниматься футболом в 10 лет в филиале академии донецкого «Шахтёра» в Макеевке, первый тренер Николай Таранов. Летом 2009 года перешел в ДЮСШ донецкого «Олимпика». В 2011 году потратил в молодежную академию «Шахтёра». В футболке «горняков» с 2012 по 2014 год выступал в юношеском чемпионате Украины (36 матчей, 1 гол), а с 2014 по 2016 год — в молодёжном чемпионате (42 матча, 1 гол). Весной 2016 присоединялся к тренировочному процессу с первой командой под руководством Мирчи Луческу.
В середине марта 2017 подписал 2-летний контракт с киевским клубом «Оболонь-Бровар». В футболке «пивоваров» дебютировал 18 марта 2017 в проигранном (0:1) домашнем поединке 21-го тура Первой лиги против «Полтавы». Никита вышел на поле в стартовом составе и отыграл весь матч, а на 58-й минуте получил желтую карточку. Дебютным голом за киевский коллектив отличился 1 июня 2017 на 52-й минуте победного (1:0) домашнего поединка 34-го тура Первой лиги против стрыйской «Скалы». Безуглый вышел на поле в стартовом составе и отыграл весь матч. Осенью 2018 продолжил сотрудничество с футбольным клубом «Оболонь-Бровар» на условиях 1+1. Всего до конца 2021 года в составе киевского клуба, который в сентябре 2020 года сменил название на «Оболонь», Безуглый провел 107 матчей и отличился шестью голами в Первой лиге, еще 4 игры сыграл в Кубке Украины.
В январе 2022 года стал игроком харьковского «Металлиста 1925», в их составе выступал до августа 2024 года. За это время в футболке харьковского клуба Никита провел 52 матча во всех турнирах, в которых записал в свой актив четыре забитых мяча и одну результативную передачу.
В начале сентября того же года подписал контракт с перволиговым футбольным клубом «Буковина».

## Карьера в сборной
В 2011—2012 годах вызывался в ряды юношеской сборной Украины U-18 под руководством Александра Петракова. Участвовал в подготовительном собрании в Дании и в матчах мемориала Вацлава Ежика в Чехии.
Выступал также в составе студенческой сборной Украины. В частности, участвовал в Летней универсиаде, которая проводилась в Тайбэе с 18 по 29 августа 2017 года. На этих соревнованиях футболист провел полностью все 6 матчей (540 минут) украинской сборной, занявшей на турнире 7 место из 16.